# Próba Burpee’go

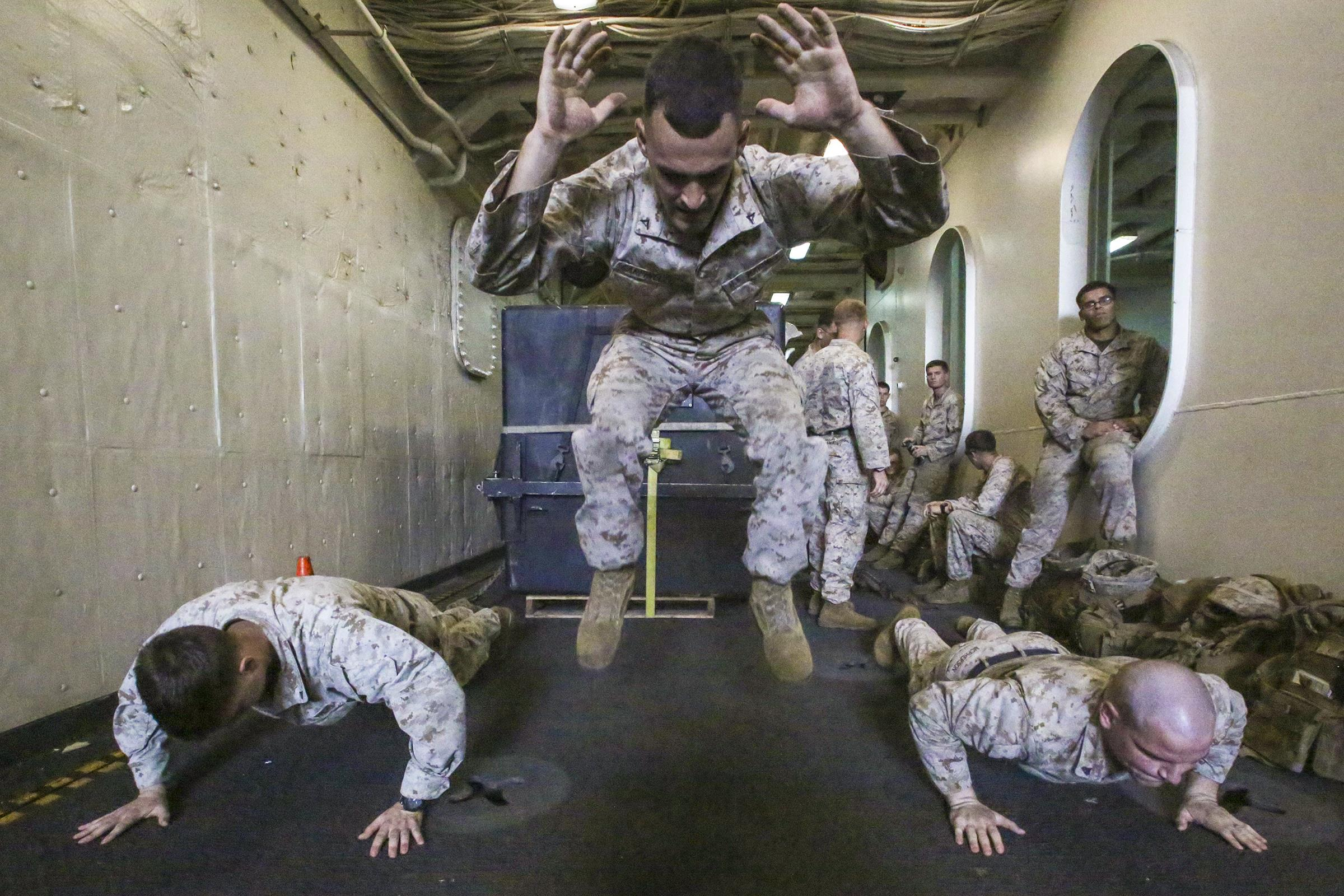
Próba Burpee’ego wykonywana przez amerykańskich Marines, podczas testu sprawności fizycznej i wiedzy o broni na USS San Antonio w Zatoce Adeńskiej (2016)

Sekwencje próby

Próba Burpee’ego (także: Burpee) – próba sportowa mająca na celu zbadanie poziomu wytrzymałości szybkościowej zawodnika. Jedno z najważniejszych i najpopularniejszych ćwiczeń w CrossFicie.

## Historia
Próba zawdzięcza nazwę amerykańskiemu fizjologowi, Royalowi H. Burpee z Uniwersytetu Columbia. Naukowiec uznał je za dobry test na określenie sprawności osób i zamieścił w swojej dysertacji. Ćwiczenie zyskało na popularności, gdy Stany Zjednoczone włączyły się w działania II wojny światowej. Stosowano je wówczas do testowania rekrutów celem określenia ich zwinności, siły oraz koordynacji ruchowej.

## Opis
Próba polega na tym, że zawodnik w pozycji stojącej wykonuje przysiad podparty, wyrzuca nogi do tyłu (do podporu przodem, gdzie tułów i nogi winny tworzyć linię prostą), a następnie powraca do przysiadu podpartego i pozycji stojącej. Wykonanie ćwiczenia wymaga dobrej koordynacji ruchowej i wytrzymałości. Próba powtarzana jest dwudziestokrotnie, a czas mierzony w sekundach.

## Ocena
Ocena próby jest następująca:
- kobiety 20-29 lat:
  - ocena bardzo dobra: ≤39 sekund,
  - ocena dobra: 40-44 sekundy,
  - ocena dostateczna: 45-54 sekundy,
  - ocena słaba: 55-59 sekund,
- kobiety 30-39 lat:
  - ocena bardzo dobra: ≤44 sekundy,
  - ocena dobra: 45-49 sekund,
  - ocena dostateczna: 50-59 sekund,
  - ocena słaba: 60-65 sekund,
- mężczyźni 20-29 lat:
  - ocena bardzo dobra: ≤34 sekundy,
  - ocena dobra: 35-39 sekund,
  - ocena dostateczna: 40-49 sekund,
  - ocena słaba: 50-54 sekundy,
- mężczyźni 30-39 lat:
  - ocena bardzo dobra: ≤39 sekund,
  - ocena dobra: 40-44 sekundy,
  - ocena dostateczna: 45-54 sekundy,
  - ocena słaba: 55-59 sekund[2].

Ocena dla osób starszych jest o około 10-20% niższa.